# Petru Forna
Petru Forna (n. 4 noiembrie 1944, Sighet, jud. Maramureș – d. 9 iulie 2005, Cluj-Napoca) a fost un germanist și traducător român de literatură germană.

## Biografie
S-a născut în orașul Sighet, ca fiu al medicului Emil Forna și al soției lui, bibliotecara Pia-Letiția (n. Bozdog). A învățat la Școala primară nr. 10 din Cluj (1951-1955), apoi a urmat clasele gimnaziale și liceale la Liceul „Ady-Șincai” din Cluj (1955-1962) și cursurile Facultății de Filologie din cadrul Universității din Cluj (1962-1967). După absolvirea facultății, a devenit cadru didactic: preparator (1967-1970), asistent (1970-1975), lector (1975-1990), conferențiar (1990-1999) și profesor universitar (din 1999) la Catedra de filologie germanică a aceleiași facultăți. A obținut în 1973 titlul de doctor în filologie la Institutul de Lingvistică al Universității din București cu teza Semantica prepoziției în germană și română.
Petru Forna a îndeplinit funcția de ambasador extraordinar și plenipotențiar al României în Republica Austria în perioada 1994-1996, fiind numit de președintele Ion Iliescu printr-un decret din 8 iunie 1993 (publicat în Monitorul Oficial din 15 decembrie 1993) și rechemat de președintele Emil Constantinescu printr-un decret din 24 decembrie 1996 (publicat în Monitorul Oficial din 30 decembrie 1996).
În afară de activitatea didactică, profesorul Petru Forna a desfășurat o bogată activitatea de traducător. A debutat în 1966 în revista Steaua din Cluj cu traducerea povestirii „O solie imperială” a lui Franz Kafka, apoi a publicat traduceri ale unor scrieri ale autorilor germani Heinrich Böll, Christoph Hein, Wilhelm Karl König, Friedrich Dürrenmatt, Johann Weidlein, Martin Luther, Wolfgang Koeppen, Wolfgang Borchert, Erwin Heimann, Rolf Hochhuth, Friedrich Hölderlin, Rainer Maria Rilke, Walther von der Vogelweide, dar și studii, articole și eseuri despre Friedrich Dürrenmatt, Hartmut Gagelmann, Roman Jakobson, Ernst Jünger, Herbert Meier și Gerda Zeltner. Este autorul unor lucrări de germanistică precum Probleme de teoria și practica traducerii literare (1998), Semantik der Deutschen und Rumänischen präpositionen aus Kontrastiver sicht (1998), a două lucrări de istorie literară germană: Mittelhochdeutsche Literatur (1999) și Walther von Der Vogelweide (1999) și a unei antologii de poezie românească tradusă în germană (Der Goldene Zweig, 1998). A fost unul dintre cei mai buni traducători din limba germană și unul dintre puținii specialiști în domeniul limbii și literaturii române vechi, ținând un curs de traductologie și pledând pentru reconstruirea traducerii literare în funcție de contextul cultural și socio-lingvistic adecvat la vremea scrierii operei. În opinia sa, traducerea trebuie făcută prin intuiție, găsind soluții în funcție de situație.
Petru Forna a mai colaborat cu articole la revistele Steaua, Tribuna, România literară, Echinox, Ramuri, Secolul 20, Vatra etc.
A murit la 9 iulie 2005 și a fost înmormântat la Cimitirul Central din Cluj.

## Opera
- Althochdeutsch, 1985;
- Studien zur deutschen Literatur  (Studii de literatură germană), I, Cluj-Napoca, 1987;
- Probleme de teoria și practica traducerii literare, Cluj-Napoca, 1998;
- Semantik der Deutschen und Rumänischen präpositionen aus Kontrastiver sicht, Cluj-Napoca, 1998;
- Walther von Der Vogelweide. Epoca. Poetul. Opera. Interpretarea, Cluj-Napoca, 1999;
- Mittlehochdeutsche Literatur, Cluj-Napoca, 1999.

## Traduceri
- Heinrich Böll, Opiniile unui clovn, Cluj-Napoca, 1975 (ed. a II-a, 1999);
- Heinrich Böll, Destinul unei cești fără toartă, București, 1986;
- Heinrich Böll, Fotografie de grup cu doamnă, Cluj-Napoca, 1988;
- Christoph Hein, Prietenul străin. Sfârșitul lui Horn, București, 1988;
- Wilhelm Karl König, Mai aproape de cer sau Cazul Karl Simpel, Cluj-Napoca, 1990;
- Friedrich Dürrenmatt, Dramatice și critice. Scrieri și cuvântări despre teatru, București, 2001;
- Johann Weidlein, Imaginea germanului în literatura maghiară/Das Bild des Deutschen in der Ungarischen Literatur, ed. bilingvă româno-germană, trad. în colab. cu Gh. Olteanu, Cluj-Napoca, 2002;
- Martin Luther, Scrieri, I, trad. și note de Petru Forna, introducere și tabel cronologic de Daniel Zikeli, Cluj-Napoca, 2003.